# Gino Burrini
Gino Burrini (Pelugo, 12 maggio 1934 – Tione, 20 aprile 2022) è stato uno sciatore alpino italiano.

## Biografia
Nato nel 1934 a Pelugo, in Trentino, era fratello di Bruno Burrini, anche lui sciatore alpino partecipante alle Olimpiadi di Cortina d'Ampezzo 1956.
Ha iniziato a praticare lo sci alpino a 9 anni.
A 24 anni ha partecipato ai Giochi olimpici di Cortina d'Ampezzo 1956, arrivando 6º nella discesa libera con il tempo di 3'00"2 e 10º nello slalom gigante in 3'12"3.
Ai campionati italiani è stato campione nella discesa libera nel 1956 e nello slalom gigante per 3 anni consecutivi, dal 1956 al 1958.